# Brandstads distrikt
Brandstads distrikt är ett distrikt i Sjöbo kommun och Skåne län. 
Distriktet ligger norr om Sjöbo.

## Tidigare administrativ tillhörighet
Distriktet inrättades 2016 och utgörs av socknen Brandstad i Sjöbo kommun.
Området motsvarar den omfattning Brandstads församling hade 1999/2000.